# Delphine Software International
Delphine Software International, meglio nota come Delphine Software, nome che aveva inizialmente, è stata una società di sviluppo di videogiochi francese.
Fondata nel 1988 dalla casa discografica Delphine Records, ha prodotto in particolare alcuni noti videogiochi a cavallo tra la fine degli anni 1980 e gli anni 1990. Il titolo più importante è probabilmente Another World, ma l'azienda si cimentò in vari generi realizzando diversi altri prodotti di qualità. Alcuni dei titoli di maggior successo sono basati sul sistema Cinematique, inaugurato con l'uscita di Future Wars. In alcuni casi la Delphine fu anche editrice dei propri giochi. Attiva per quindici anni, ha chiuso nel 2004.

## Storia
Il gruppo Delphine venne fondato nel 1976 da Paul de Senneville e Olivier Toussaint, e negli anni 2000 era arrivato a comprendere 11 società nel campo dei videogiochi, della produzione musicale e delle agenzie di moda. La Delphine Software fu creata nel 1988 e aveva come presidente Paul de Senneville.
L'idea di entrare nel campo dei videogiochi fu proposta a Senneville da Jean Baudlot, uno degli autori e produttori musicali della Delphine Records, appassionatosi di giochi e possessore di un Amiga. Senneville contattò poi Michael Sportouch, che già aveva lavorato ad alcuni videogiochi, tra cui la conversione Atari ST di Space Harrier insieme a Paul Cuisset. In breve vennero a un accordo e nacque la Delphine Software. Sportouch divenne responsabile marketing, Cuisset divenne software manager e più tardi vicepresidente.
L'azienda iniziò realizzando solo giochi per i computer a 16 bit Amiga, Atari ST e MS-DOS.
Delphine Software riuscì a farsi notare già con i primi titoli, sebbene strutturalmente acerbi: l'action-platform Bio Challenge e il dungeon crawler Castle Warrior, entrambi dotati di una certa originalità. Il primo grosso successo arrivò nel 1989 con il punta e clicca Future Wars, che riuscì a intaccare il predominio di Lucasarts e Sierra in quel genere, e fu tra l'altro il primo titolo a dare notorietà al grafico Éric Chahi.
Con Future Wars debuttò il motore di gioco Cinematique, ideato da Paul Cuisset. Si tratta essenzialmente di un linguaggio di programmazione in multitasking, che permetteva di utilizzare efficienti routine per realizzare avventure dotate di caratteristiche simili ai giochi d'azione dal punto di vista estetico, in particolare animazioni veloci; inoltre il sistema di controllo, cosa non comune all'epoca, è basato soltanto su mouse e su un'interfaccia molto semplificata che sfrutta i due pulsanti.
Cuisset aveva lavorato a questo sistema di avventure animate per tre anni.
Il sistema di sviluppo Cinematique fu poi riutilizzato e affinato con Operation Stealth e soprattutto con l'elaborato giallo Cruise for a Corpse.
Il concetto di narrazione animata fu spinto al massimo con il capolavoro Another World (1991), avventura dinamica in stile cinematografico, sviluppata quasi unicamente e in completa libertà da Éric Chahi, con la quale la Delphine ottenne l'attenzione del panorama videoludico mondiale.
Il successivo platform Flashback (1992) fu all'altezza delle aspettative che si erano create sull'azienda; pur allontanandosi dallo stile spettacolare di Another World, proponeva un gameplay più solido e approfondito.
L'ascesa rallentò con il successivo Shaq Fu (1994), un insolito picchiaduro a incontri dedicato al cestista Shaquille O'Neal, che ebbe tiepida accoglienza. Fade to Black (1995), seguito di Flashback, segnò il passaggio alle tecnologie 3D, ma probabilmente non ebbe un ritorno economico adeguato agli alti costi. L'azienda cambiò di nuovo rotta con Moto Racer (1997), gioco sportivo di motociclismo 3D, che riuscì a essere redditizio e diede inizio a una prolifica serie.
Nel frattempo la Delphine fondò una filiale, Adeline Software, creata nel 1993. Questo studio di sviluppo si fece rapidamente notare con Little Big Adventure, Time Commando e Little Big Adventure 2. Nel 1997 la squadra di Adeline fu venduta alla Sega e divenne la No Cliché, che per qualche tempo fu uno dei principali sviluppatori della Sega per Dreamcast.
Dopo l'insuccesso commerciale di Darkstone (1999), un'imitazione di Diablo, la Delphine continuò a concentrarsi sulla serie di Moto Racer, ma l'azienda aveva ormai perso da tempo il suo fascino e non aveva i mezzi economici per fare concorrenza alle multinazionali ben più attrezzate. Entrò quindi in un declino che terminò con la bancarotta controllata.
A febbraio 2003 la Doki Denki di Lione rilevò la Delphine Software, dopo un periodo di osservazione da parte del tribunale del commercio di Parigi. A sua volta la Doki Denki, che era stata uno dei maggiori sviluppatori indipendenti francesi, andò in liquidazione giudiziale nel marzo 2004.
Rimasero incompiuti due progetti della Delphine, Moto Racer Traffic per PlayStation 2 e Flashback Legends per Game Boy Advance, quest'ultimo un seguito di Flashback che ritornava al 2D con buoni risultati, e che raggiunse un avanzato stato di sviluppo, tanto da essere stato poi divulgato in forma giocabile.

## Videogiochi sviluppati
| Titolo                                | Anno      | Piattaforma                                                                |
| ------------------------------------- | --------- | -------------------------------------------------------------------------- |
| Bio Challenge                         | 1989      | Amiga, Atari ST, PC                                                        |
| Castle Warrior                        | 1989      | Amiga, Atari ST                                                            |
| Future Wars                           | 1989      | Amiga, Atari ST, PC                                                        |
| Operation Stealth                     | 1990      | Amiga, Atari ST, PC                                                        |
| Cruise for a Corpse                   | 1991      | Amiga, Atari ST, PC                                                        |
| Another World                         | 1991      | 3DO, Amiga, Atari ST, Apple IIGS, Macintosh, Mega CD, Mega Drive, PC, SNES |
| Les maitres de l'adventure (raccolta) | 1991      | Amiga                                                                      |
| Flashback                             | 1992      | 3DO, Amiga, CD-i, Macintosh, Mega-CD, Mega Drive, PC, SNES                 |
| La compil des records (raccolta)      | 1992      | Amiga                                                                      |
| Shaq Fu                               | 1994      | Amiga, Mega Drive, SNES                                                    |
| Heart of the Alien                    | 1994      | Mega CD                                                                    |
| Fade to Black                         | 1995      | PC, PlayStation, Dreamcast                                                 |
| Moto Racer                            | 1997      | PC, PlayStation                                                            |
| Moto Racer 2                          | 1998      | PC, PlayStation                                                            |
| Darkstone                             | 1999      | PC, PlayStation                                                            |
| Moto Racer World Tour                 | 2000      | PlayStation                                                                |
| Moto Racer 3                          | 2001      | PC                                                                         |
| Moto Racer Advance                    | 2002      | Game Boy Advance                                                           |
| Moto Racer Traffic                    | annullato | PlayStation 2                                                              |
| Flashback Legends                     | annullato | Game Boy Advance                                                           |